# リチャード・マンスフィールド

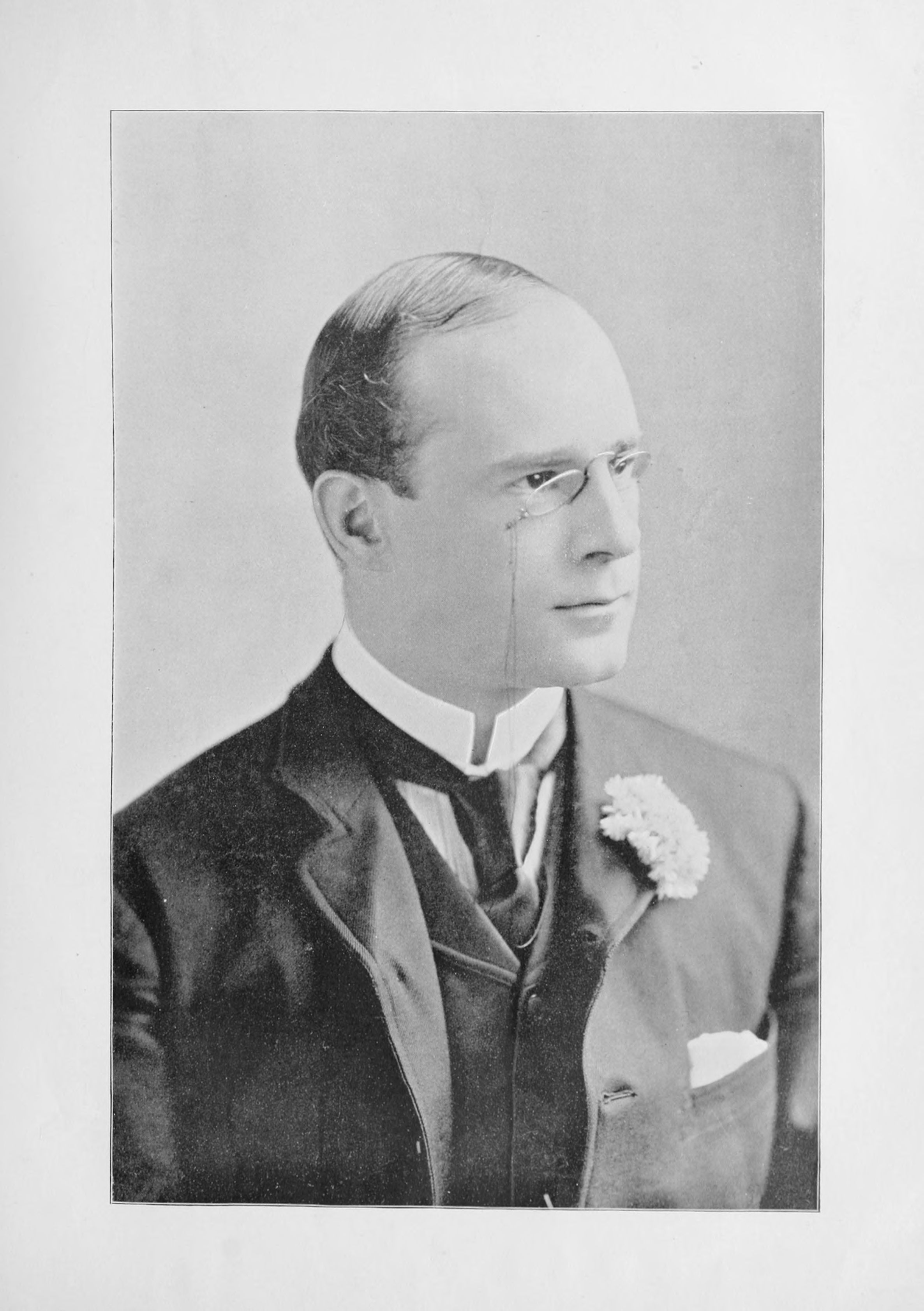
1890～1900年頃のポートレート

リチャード・マンスフィールド（Richard Mansfield、1857年5月24日 - 1907年8月30日）は、イギリスの俳優である。アクター・マネージャーとして、多くのシェイクスピア劇、ギルバート・アンド・サリヴァンのオペラ、戯曲『ジキル博士とハイド氏』などの上演を企画し、自ら出演した。

## 生涯

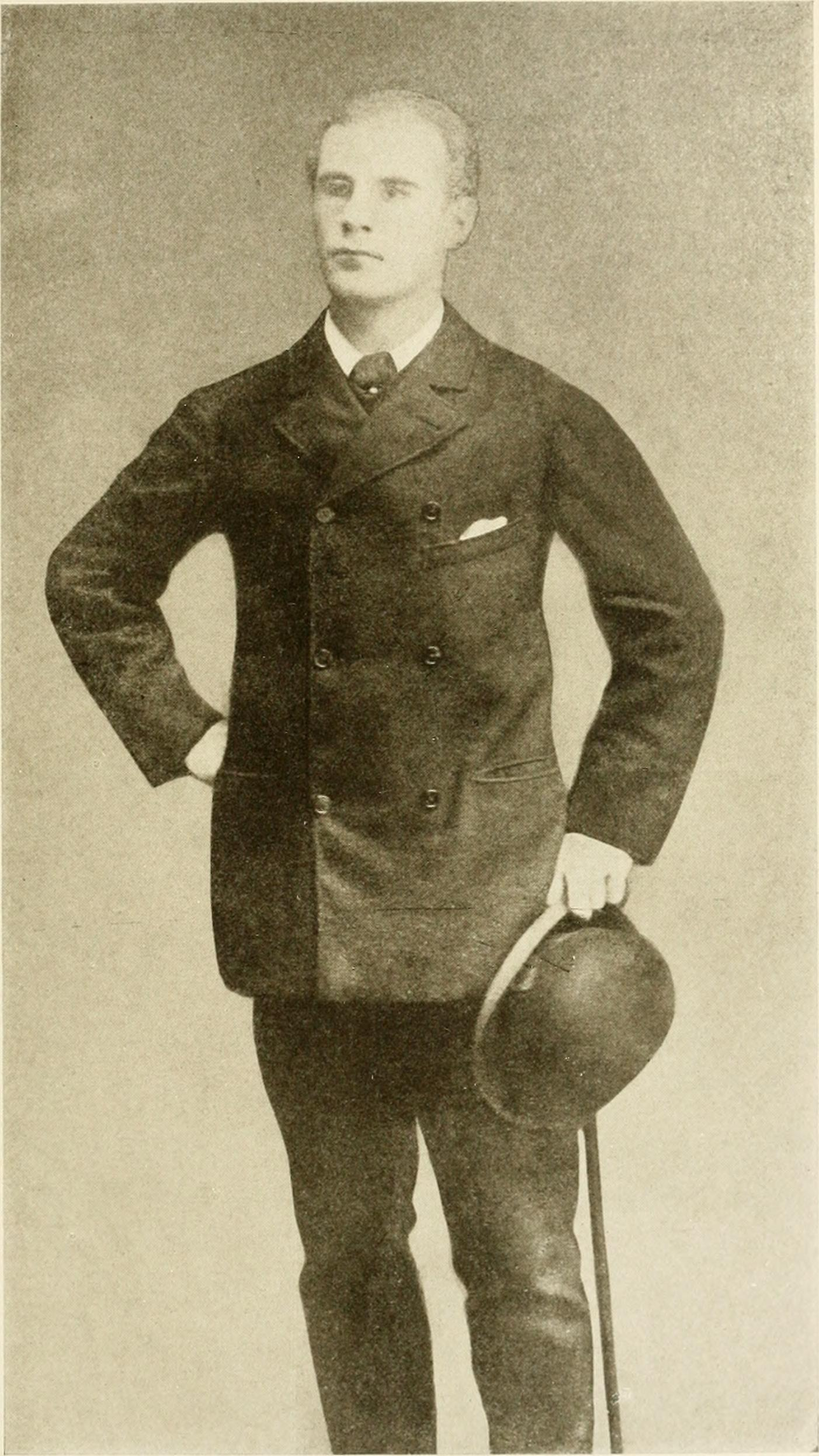
1877年のマンスフィールド

マンスフィールドはドイツ・ベルリンで生まれ、当時はイギリス領だった北海のヘルゴラント島で幼少期を過ごした。父はロンドンのワイン商人モーリス・マンスフィールド(Maurice Mansfield)、母はウクライナ生まれのソプラノ歌手ヘルミーネ・キューヒェンマイスター＝ルーダースドルフ(Hermine Küchenmeister-Rudersdorf)である。母方の祖父にヴァイオリニストのヨーゼフ・ルーダースドルフ(Joseph Rudersdorff)がいる。
イギリスのダービー・スクールを卒業後、ロンドンで絵画を学んだ。母の演奏活動に付いてアメリカに渡ったが、20歳の時にイギリスに戻った。生計を立てるために客間の芸人(drawing-room entertainer)の仕事をしたところ評判となり、やがて画家から俳優に転向した。

### 初期のキャリア

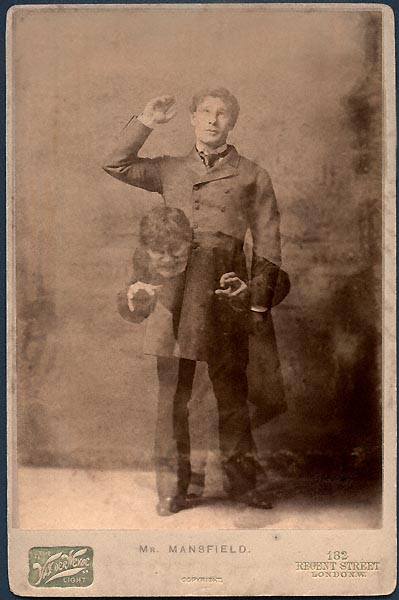
マンスフィールドが演じるジキルとハイドを二重露光した写真

ロンドンのセント・ジョージ・ホールでのジャーマン・リード・エンターテインメントの作品で初舞台を踏んだ。1879年にリチャード・ドイリー・カートのコメディ・オペラ劇団に入り、『軍艦ピナフォア』にサー・ジョセフ・ポーター役で出演した。マンスフィールドは1881年まで、ギルバート・アンド・サリヴァンの作品のイギリス巡業でコミカルな役を演じ続けた。1879年にイングランド・ペイントンで行われた『ペンザンスの海賊』のイギリス初演では主役のスタンリー少将を演じた。1880年からは『魔法使い』のジョン・ウェリントン・ウェルズも演じるようになった。
1881年にドイリー・カートの劇団を退団し、ジャック・オッフェンバックの『パン屋の女将はお金持ち』でロンドンでのデビューを果たした。ロンドンでいくつかの役を演じた後、1882年に渡米し、ドイリー・カート一座のアーネスト・ブカロッシの"Les Manteaux Noirs"のドロメス役でブロードウェイ・デビューした。1882年のロベール・プランケットの『リップ・ヴァン・ウィンクル』ではニック・ヴェダーとジャン・ヴェダーの役を演じた。
1882年12月、メリーランド州ボルチモアで、別のドイリー・カート一座によるギルバート・アンド・サリヴァンの『イオランテ』に大法官役で出演した。しかし、その2日後に足首を捻挫したため降板した。1883年、ニューヨークのA・M・パーマーのユニオン・スクエア劇団に参加して演じた『パリのロマンス』のシェブリアル男爵役がヒットした。1886年初めにボストンでドイリー・カート一座による『ミカド』の執行官ココ役を演じた。マンスフィールドがドイリー・カート一座の舞台に立つのはこれが最後となった。
マンスフィールドは、オリジナル劇『カール王子』や、有名な物語を脚色した劇に出演して成功を収めた。1887年には、その前年に発表された小説『ジキル博士とハイド氏』のトーマス・ラッセル・サリヴァンによる舞台化を企画し、マジソン・スクエア劇場での初演で自ら主役を演じた。1888年にはロンドンのライセウム劇場でもこの役を演じ、ロンドンでも評判となった。その後のブロードウェイでのリバイバル公演でも演じている。

### アクター・プロデューサー

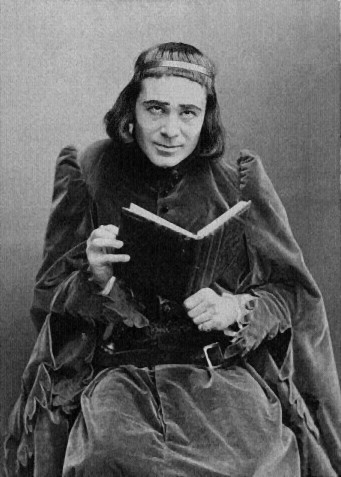
「リチャード3世」を演じるマンスフィールド（1889年頃）

マンスフィールドは俳優業を続ける一方で、1886年からアメリカで興行主としての活動も始めた。1889年にロンドンでシェイクスピアの『リチャード三世』を上演した。1890年にブロードウェイに戻り『ボー・ブランメル』に出演した。マンスフィールドはジョージ・バーナード・ショーの戯曲を逸早くアメリカで上演した。1894年に『武器と人』のブランシュリ役、1897年に『悪魔の弟子』のディック・ダッジョン役で出演した。『悪魔の弟子』は、ショーの作品では初めて黒字となった。興行主兼プロデューサーとしてのマンスフィールドは、豪華な演出で知られていた。マンスフィールドはブロードウェイで頻繁に上演を行い、演出し、かつ、自ら主演した。メリダン・フェルプス(Meridan Phelps)というペンネームで執筆も行った。
1890年代のブロードウェイでは、この他にナポレオン・ボナパルト（1894年）、『学生ロディオンの物語』（1895年、主演）、『ソンブラス城』（1896年、サー・ジョン・ソンブラス役）、『シラノ・ド・ベルジュラック』（1898年、1899年、主演）などに出演した。1900年代には、『ヘンリー五世』（1900年、主演）、『ムッシュ・ボケール』（1902年、主演）、『ジュリアス・シーザー』（ブルータス役）、『アルト・ハイデルベルク』（1903年、1904年、カール・ハインリッヒ役）、『イワン雷帝の死』（1904年）、『パリのロマンス』（1904年、1905年）、『ヴェニスの商人』（1905年）、『リチャード三世』（1905年）、『人間嫌い』（1905年、アルセスト役）、『緋文字』（1906年）『ドン・カルロ』（1906年）に出演した。
マンスフィールドは1907年に、コネチカット州ニューロンドンで肝癌により50歳で死去したが、その数か月前まで舞台に立っていた。最後に演じた作品は、ヘンリック・イプセンの『ペール・ギュント』のブロードウェイ公演における主演で、この作品のアメリカにおける初演だった。
マンスフィールドのシェイクスピア俳優としての人気は絶大だった。マンスフィールドの死後、『ニューヨーク・タイムズ』紙は次のように述べた。「リチャードの気品と悲劇的な力、『シーザー』のスリリングな演技、ハル王子の軍人としての威厳と雄弁さ、祈祷者の哀しみに見られるように、シェイクスピアの解釈者としては、晩年の彼に並ぶ者はいない。彼はその時代における最高の俳優であり、全ての時代における最高の俳優の一人だった。」

### 切り裂きジャック事件

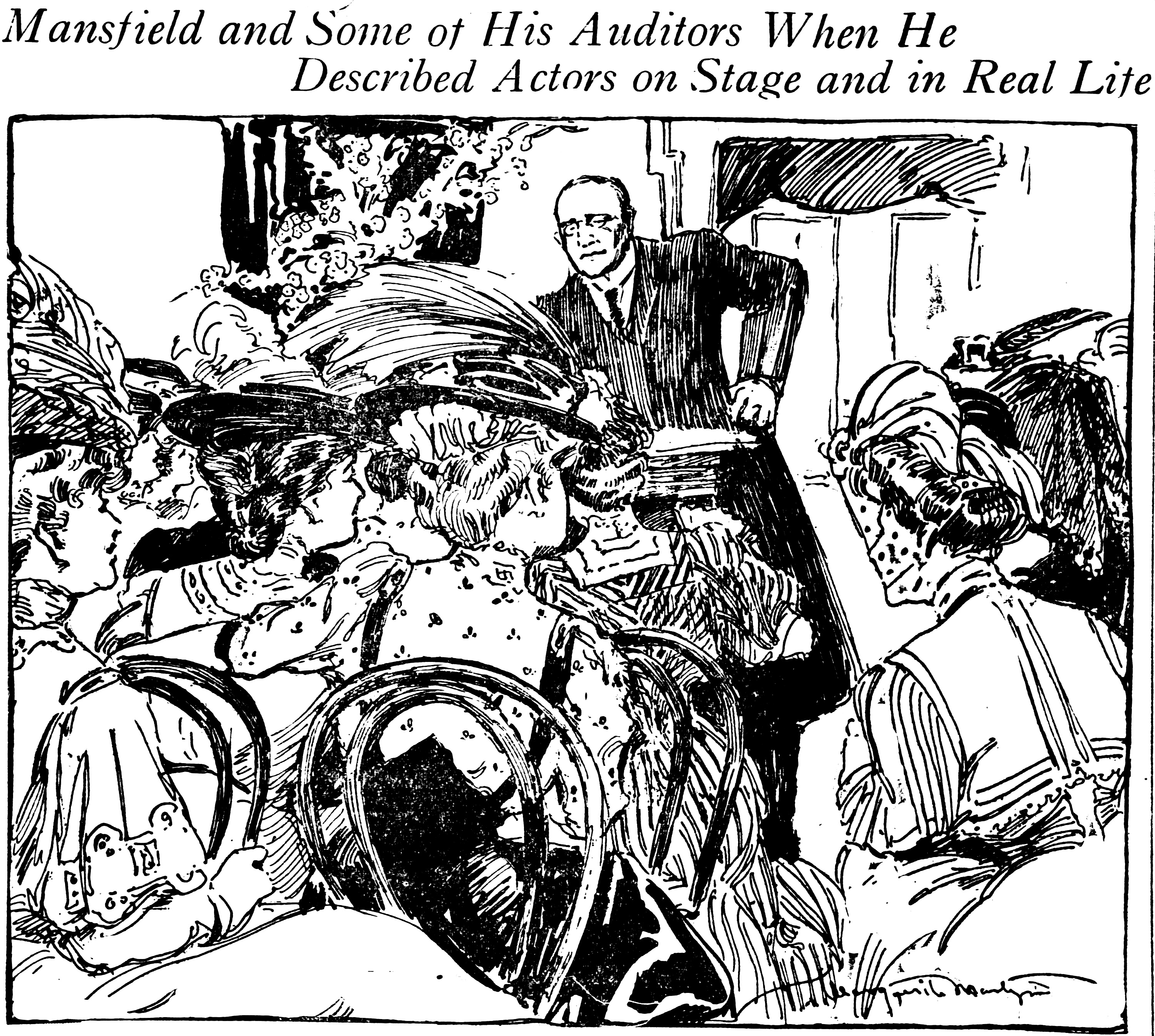
1906年、ミズーリ州セントルイスで講演するマンスフィールド（マルグリート・マーティン画）

1888年にマンスフィールドがロンドンで『ジキル博士とハイド氏』に出演していた頃、そのロンドンで切り裂きジャックの事件が発生していた。ある観客が、「実際に殺人を犯したことのない人物が、紳士から狂気の殺人鬼へと舞台上で変貌を遂げられるはずがない」として、マンスフィールドが切り裂きジャックであると警察に訴えた。マンスフィールドは批判を躱すために、英国国教会が運営する更生娼婦のための施設での『カール王子』の上演を検討した。

## 私生活
マンスフィールドは1892年9月15日に、自分の一座の看板女優のベアトリス・キャメロン（1868-1940）と結婚した。結婚後、マスコミはベアトリスを「リチャード・マンスフィールド夫人」と呼ぶようになった。
1898年8月8日、2人の間の唯一の子供であるジョージ・ギブス・マンスフィールドが生まれた。ジョージは後にファーストネームを父と同じリチャードに改め、両親と同じ俳優への道を進んだ。第一次世界大戦初期、まだ未成年だった息子のリチャードは、母親の同意のもとに志願してフランスで救急車の運転手を務めた。アメリカが参戦すると、アメリカ陸軍に入隊したが、テキサスで訓練中に髄膜炎にかかり、1918年4月3日に死亡した。